# Sierksdorf
Sierksdorf est une commune allemande de l'arrondissement du Holstein-de-l'Est, dans le Land de Schleswig-Holstein.

## Géographie
Sierksdorf se situe le long de la baie de Lübeck, sur la mer Baltique, entre les villes de Neustadt in Holstein et de Scharbeutz.
La commune se compose des quartiers de Hof Altona, Stawedder, Wintershagen, Oevelgönne et Roge ainsi que Mariashagen et Siedenkamp.

## Histoire
En 1361, le village est mentionné sous le nom de « Syrekestorpe », en 1650 de « Sirckesdorp » puis en 1856 de « Sierksdorf ».
En 1926, un avocat de Lübeck construit la première maison d'été à Kallmorgen suivi par une famille de Hambourg en 1929. À l'origine village de pêcheurs, Sierksdorf devient une cité balnéaire dans les années 1970.
En 1945, après la tragédie du Cap Arcona et du Thielbek, une centaine de victimes sont enterrées dans un cimetière. Elles sont déplacées en 1954.
Sierksdorf conserve sa réputation de lieu pour les peintres, notamment pour l'expressionniste Karl Schmidt-Rottluff qui y passe l'été de 1951 à 1973 et rend célèbre l'allée de marronniers qui porte aujourd'hui son nom.
En 1953, on décide de la construction d'une zone de résidence vacancière d'une dizaine d'hectares. Les immeubles pour un total de 400 appartements voient le jour en 1968.
En 1972, l'entrepreneur Hans Peter Ruster investit pour 200 millions de marks dans un parc d'attractions avec 800 nouvelles résidences. Il est tout d'abord un Legoland. Mais fin 1976, en raison de la faible fréquentation et du prix de la licence Lego, le parc fait faillite. Après la reprise du groupe Ruster par la Kieler Landesbank et d'autres investisseurs, le parc devient le Hansa-Park.

## Personnalités liées à la commune
- Günter Machemehl (1911-1970), peintre.
- Armin Mueller-Stahl (né en 1930), acteur[1].